# Gombocz István
gederéczi Gombocz István (Budapest, 1921. december 17. – Budapest, 1973. április 10.) magyar jogász, könyvtáros. Az Országos Széchényi Könyvtár osztályvezetője, a Könyvtáros Egyesületek Nemzetközi Szövetsége Kiadványcsere Bizottságának elnöke, a Magyar Könyvtárosok Egyesülete elnökségi tagja, a Magyar UNESCO Bizottság Kulturális Albizottságának tagja.

## Életpályája
Középiskolai tanulmányait a Werbőczy Gimnáziumban végezte el; 1940-ben érettségizett. 1943-ban Svájcban ösztöndíjas volt. 1944-ben a budapesti tudományegyetemen államtudományi diplomát szerzett. 1946–1947 között a Magyar Szeszkiviteli Vállalat előadója volt. 1947-ben jogtudományi diplomát szerzett. 1947–1949 között a Külügyminisztérium munkatársa volt; innen kapott féléves holland ösztöndíjat. 1949-ben a bukaresti magyar követség attaséja volt. 1950–1951 között a Külügyminisztérium Jogi és Konzuli Osztály előadója volt. 1951-ben a Magyar Országos Levéltár levéltárosa volt. 1952-ben az Országos Széchényi Könyvtár Gyarapítási Osztályának, 1953–1955 között az Igazgatási Osztályának, 1955–1957 között a Nemzetközi Kapcsolatok Osztálya, illetve a Nemzetközi Csereszolgálat könyvtárosa volt. 1957–1973 között a Nemzetközi Csereszolgálat vezetője volt. Az IFLA nemzetközi cserebizottságának 3 éven át titkára (1963–1966), 1969-től elnöke volt. 1963–1972 között az UNESCO kiadványok című bibliográfiasorozat szerkesztője volt. 1972-ben megszervezte a bizottság Bécsben tartott nemzetközi kiadványcsere-kongresszusát.

### Munkássága
Hozzá kapcsolódik a nemzetközi csereosztály országos nyilvántartó, egyeztető és tájékoztató feladatának, valamint a szocialista országokkal kötött művelődési egyezményekben meghatározott teendők megszervezése, az Országos Széchényi Könyvtár nemzetközi kapcsolatainak bővítése. A Magyar Könyvtárosok Egyesületében a Könyvtárosegyesületek Nemzetközi Szövetsége (IFLA) ügyeit intézte. Részt vett a Magyar UNESCO-Bizottság munkájában, az UNESCO Hivatalos Kiadványok Nemzetközi Cseréje nevű albizottság kelet-európai összekötője volt. Sokat írt a nemzetközi kiadványcseréről, a könyvtárak nemzetközi kapcsolatairól és a nemzetközi művelődési szervekről. Az IFLA róla elnevezett ösztöndíjat alapított, amelyet minden évben egy fiatal magyar könyvtáros kap amerikai tanulmányútra.

## Családja
Szülei: Gombocz Endre botanikus (1882–1945) és Traeger Olga voltak. Gombocz Zoltán nyelvtudós (1877–1935) unokaöccse. Testvére: Gombocz Zoltán és Györffy Istvánné Gombocz Ilona középiskolai tanár, aki Györffy István (1912–1999) orvos, szemész felesége volt. Felesége, Konkoly Adrienne volt. Két gyermekük született: István és Eszter.
Sírja a Farkasréti temetőben található.

## Művei
- A Briand–Kellogg Paktum, mint úgynevezett „új” nemzetközi jognak elhibázott kísérlete a háború kiküszöbölésére (Egyetemi doktori értekezés; Budapest, 1944)
- A Hágai Nemzetközi Bíróság megalakulása, jogi alapjai és eddigi működése. Gombocz István jelentése a hollandiai ösztöndíj-útról (Budapest, 1950)
- Az UNESCO könyvtári munkája (Magyar Könyvszemle, 1957)
- Az Országos Széchényi Könyvtár külföldi kapcsolatai. 1953–1957. (Az OSZK Évkönyve 1957. Budapest, 1958)
- Az UNESCO bibliográfiai munkája (Az OKT kiadványai. 1. Budapest, 1958)
- Az UNESCO dokumentációs munkája (Tudományos és Műszaki Tájékoztatás, 1958)
- Központi csereszolgálatok (Az OSZK Évkönyve 1958. Budapest, 1959)
- Az Országos Széchényi Könyvtár külföldi kapcsolatai 1958-ban és 1959-ben (Az OSZK Évkönyve 1959. Budapest, 1960)
- A magyar folyóiratok válogatott jegyzéke (összeállította: Szekeres Margittal, Szigethy Jolánnal; Budapest, 1960)
- A nemzetközi kiadványcsere új hazai szabályozása (Beck Oszkárral; Magyar Könyvszemle, 1960)
- Új bibliográfiai és dokumentációs szerv az UNESCO-ban (Tudományos és Műszaki Tájékoztatás, 1961)
- Az Országos Széchényi Könyvtár külföldi kapcsolatai. 1960–1962. (Az OSZK Évkönyve 1961–1962. Budapest, 1962)
- Az általános iskolai könyvtár és szolgáltatásai (Magyar Könyvszemle, 1962)
- A magyar könyvtárak nemzetközi kiadványcseréje (Az OKDT kiadványai. 16. Budapest, 1963)
- A tudományos dokumentáció új fejleményei az UNESCO-ban (Tudományos és Műszaki Tájékoztatás, 1964)
- UNESCO-kiadványok. 1946–1962. Válogatott bibliográfia (összeállította: Veredy Katalinnal; A Magyar UNESCO Bizottság kiadványa; Budapest, 1965)
- Tagságunk nemzetközi könyvtári szervezetekben. (Könyvtári Minerva. I–II. kötet. Budapest, 1965)
- Újabb kurrens könyvtárügyi bibliográfiák. – Könyvtári és dokumentációs érdekű új UNESCO-kiadványok. Átszervezik az UNESCO könyvtári és dokumentációs munkáját (Magyar Könyvszemle, 1965)
- UNESCO-egyezmények a nemzetközi kiadványcsere szabályozására (Az OSZK Évkönyve 1963–1964. Budapest, 1966)
- A magyar könyvtárügy nemzetközi kapcsolatai (Az OKDT kiadványai; Budapest, 1966)
- Az Országos Széchényi Könyvtár külföldi kapcsolatai. 1963–1966. (Az OSZK Évkönyve 1965–1966. Budapest, 1967)
- Magyarország és az UNESCO. 1946–1968. Sajtóbibliográfia (összeállította; A Magyar UNESCO Bizottság kiadványa; Budapest, 1968)
- Magyarország az UNESCO kiadványaiban 1946–1968. Bibliográfia (összeállította; A Magyar UNESCO Bizottság kiadványa; Budapest, 1970)
- Az UNESCO nevelés- és oktatásügyi kiadványai (Magyar Pedagógia, 1971)
- A Könyvtáros-egyesületek Nemzetközi Szövetsége. IFLA–FIAB. (Az MKE és az OSZK Könyvtártudományi és Módszertani Központ kiadványa. Budapest, 1972)
- Magyarország és az UNESCO. Sajtóbibliográfia 1946–1970 (Budapest, 1972)
- Az IFLA Nemzetközi Kiadványcsere Bizottságának 40 éves működése (Az OSZK Évkönyve 1970–1971. Budapest, 1973)

## Fordítása
- Az UNESCO hivatása, felépítése, pénzforrásai, funkciója… Az UNESCO hivatalos kiadványa (Budapest, 1967)

## Díjai
- Szocialista Kultúráért (1971)